# Jezioro Ciche (powiat szczycieński)
Jezioro Ciche – jezioro w Polsce położone w województwie warmińsko-mazurskim, w powiecie szczycieńskim, w gminie Świętajno, leżące na terenie Równiny Mazurskiej.

## Dane morfometryczne
Powierzchnia zwierciadła wody wynosi 2,0 ha.Jezioro zaliczane do zbiorników dystroficznych.. Jezioro jest otwarte, wypływa z niego strumyk do jeziora Spychowskiego.

## Opis
- Jeziorko jest otoczone ze wszystkich stron lasami i pływającym pomostem torfowiskowym - płem. Jest obiektem odwiedzanym przez wycieczki.
- Dojazd taki jak do Spychowa: ze Szczytna drogą krajową 58 w stronę Ostrołęki, następnie po 1 km w lewo powiatową nr 26629 drogą do Świętajna i dalej do Spychowa.